# Неокласичний метал
Неокласи́чний мета́л (англ. Neo-classical metal) — жанр рок-музики, що виник наприкінці 1970-х років у Великої Британії.

## Визначення
Основним принципом жанру є відтворення фрагментів класичної музики у форматі року або метала. Цей стиль властивий в основному робіт сольних гітаристів-віртуозів, що наслідують гармонія і манері класичних композиторів, таких як Йоганн Себастьян Бах, Нікколо Паганіні та ін.
Неокласичний метал концептуально відрізняється від неокласицизму в академічній музиці, який був особливо популярний у період між Першою і Другою світовими війнами. Основні представники неокласицизму — Макс Регер, Ерік Саті, Ігор Стравінський і Пауль Гіндеміт, основним принципом яких були прагнення до гармонії і суворого дотримання форми.

## Виконавці
- Rainbow
- Rhapsody of Fire
- Stratovarius
- Cacophony
- Rata Blanca
- Yngwie J. Malmsteen
- Symphony X
- At Vance
- Heavenly
- Galneryus
- Versailles
- Ark Storm
- Helloween
- Dark Moor
- Moi Dix Mois
- Luca Turilli's Rhapsody
- Coroner
- Artillery